# Lepisiota mayri
Lepisiota mayri (лат.) — вид мелких муравьёв рода Lepisiota из подсемейства Формицины.

## Распространение
Азия: Индия.

## Описание
Длина рабочих особей около 3 мм. Окраска тела чёрная, блестящая (скапус усика и лапки желтовато-коричневые). От близких видов отличается следующими признаками: скапус усика в густом, частично прилегающем или почти прямостоячем опушении; мезосомальные щетинки обильные; голова и мезосома мелко сетчатые и матовые; проподеальные шипы заостренные; петиоль сверху с двумя шипиками; голова субквадратная. Усики состоят из 11 члеников; глаза хорошо развиты.

## Таксономия и этимология
Вид был впервые описан в 2021 году по типовым материалам из Индии. Видовой эпитет L. mayri дан в честь австрийского мирмеколога Густава Майра, автора вида Lepisiota capensis  (Mayr, 1862), с которым его ранее путали.